# Engadget
Engadget ist ein mehrsprachiges Blog-Netzwerk, welches auf täglicher Basis über Gadgets und Unterhaltungselektronik berichtet. Engadget führt mehrere Blogs, in englischer Sprache und auch in internationalen Sprachen. Für die internationalen Ausgaben hat Engadget jeweils eine eigene Redaktion, die unabhängig voneinander agieren. Engadget wurde von TIME als eines der besten Blogs des Jahres 2010 hervorgehoben.

## Geschichte
Engadget wurde 2004 vom ehemaligen Redakteur und Mitgründer von Gizmodo, Peter Rojas, gegründet. Peter Rojas nahm mit der Gründung auch das Amt des Chefredakteurs ein. Engadget gehörte dem Blog-Netzwerk Weblogs, Inc. an, welches 85 Blogs umfasste und 2005 von AOL übernommen wurde. 2007 Peter Rojas übergab die Rolle des Chefredakteurs an Ryan Block, welcher am 22. Juli 2008 seinen Rücktritt bekannt gab, um gemeinsam mit Rojas gdgt zu gründen, welches 2013 von AOL übernommen und mit Engadget zusammengeführt wurde. Joshua Topolsky folgte Ryan Block als Chefredakteur. 2011 verließ Topolsky Engadget und übergab die Rolle des Chefredakteurs an Tim Stevens, um The Verge zu gründen. Am 15. Juli 2013 trat Tim Stevens als Chefredakteur zurück und Marc Perton übernahm vorübergehend die Leitung der Redaktion, ehe Michael Gorman und Christopher Trout April 2014 als neue Chefredakteure von Engadget berufen wurden.

## Blogs
Engadget betreibt eine Vielzahl von Blogs in den Sprachen Englisch, Chinesisch (traditionell und vereinfacht) und Japanisch. Die spanische und die deutsche Ausgabe wurden zum 1. Mai 2018 eingestellt. Allein die englische Ausgabe von Engadget betreibt mehrere Blogs, welche, wie die internationalen Ausgaben, in eine Website mit einem Subdomain-Präfix integriert sind. Das schließt die Blogs Engadget Classic (das ursprüngliche Engadget-Blog), Engadget Mobile, Engadget HD und Engadget Alt ein, welche 2013 zusammengelegt und Teil von Engadget Classic wurden. Im März 2014 startete Engadget eine UK-Ausgabe, um den europäischen Technologiemarkt anzusprechen.
Seit dem Start 2004 wird Engadget täglich mehrmals mit neuen Artikeln über Gadgets und Unterhaltungselektronik aktualisiert. Weiterhin verfasst Engadget Beiträge zu Gerüchten aus der Welt der Technik und produziert den wöchentlichen Engadget-Podcast, der die Technik- und Gadget-Neuigkeiten der Woche hervorhebt.
Seit der Gründung haben eine Vielzahl an Verfassern Blogeinträge für Engadget erstellt. Darunter befinden sich prominente Blogger, Branchenanalysten und Journalisten wie Jason Calacanis, Paul Boutin, Phillip Torrone, Joshua Fruhlinger, Marc Perton und Susan Mernit. Darren Murph, der bei Engadget als Chef vom Dienst und Editor-at-Large tätig war, hatte mit Stand vom 5. Oktober 2010 über 17.212 Beiträge verfasst, was als Guinness-Weltrekord für die meisten verfassten Blogbeiträge anerkannt wurde. Nennenswert ist auch Branchenanalyst Ross Rubin, der von 2004 bis 2014 Beiträge für Switched On, eine wöchentliche Kolumne über Unterhaltungselektronik, verfasste.
Engadget nutzt das Blogsmith-CMS zur Veröffentlichung seiner Inhalte.

## Podcast
The Engadget podcast wurde im Oktober 2004 eingeführt und wurde ursprünglich von Phillip Torrone und Len Pryor moderiert. Torrone war der Moderator der ersten 22 Episoden des Podcasts und wurde danach von Eric Rice abgelöst. Eric Rice hat Podcasts für Weblogs, Inc. produziert und ist bekannt für seinen eigenen Podcast, The Eric Rice Show. Rice moderierte und produzierte 4 Podcast-Episoden, ehe Peter Rojas und Ryan Block übernahmen. Bis 2011 wurde der Podcast von Chefredakteur Joshua Topolsky zusammen mit den Redakteuren Paul Miller und Nilay Patel moderiert, ehe diese Engadget verließen. Trent Wolbe produzierte den Podcast sowohl unter Topolskys als auch unter Tim Stevens’ Leitung der Redaktion bis Dezember 2012.
Inhalt des Podcasts sind die Ereignisse der vergangenen Woche in der Welt der Technik und die damit in Zusammenhang stehenden Technologien. Die Podcast-Sendung hat üblicherweise eine Länge von einer Stunde oder mehr. Im Normalfall erscheint wöchentlich eine neue Episode des Podcasts, jedoch kann sich das aufgrund bestimmter Ereignisse ändern. Bei Ereignissen wie beispielsweise Consumer Electronics Show (CES) und Electronic Entertainment Expo (E3) gibt es eine tägliche Ausstrahlung.
Der Podcast kann in iTunes und als RSS-Feed abonniert werden. Alternativ gibt es die Möglichkeit, den Podcast direkt im MP3-, Ogg-, AAC- oder M4b-Format von der Website herunterzuladen. Die M4b-Version beinhaltet Bilder, die mit dem aktuellen Diskussionsthema im Zusammenhang stehen und die in iTunes oder einem kompatiblen Mediaplayer angezeigt werden können.
Engadget hat auch Live-Podcasts, die für gewöhnlich Donnerstag oder Freitag nachmittags ausgestrahlt und von Ben Gilbert und Terrence O’Brien moderiert werden. Der aufgenommene Podcast ist üblicherweise einen Tag danach zugänglich. Weiterhin bietet Engadget die wöchentlichen Podcasts Mobile, moderiert von Brad Molen, und HD, moderiert von Ben Drawbaugh und Richard Lawler.
Am 27. Juni 2014 verkündete Engadget über Twitter, dass sämtliche Engadget-Podcasts für unbestimmte Zeit pausieren und in dieser Zeit keine neuen Podcasts erscheinen werden.

## App
Am 30. Dezember 2009 veröffentlichte Engadget seine erste mobile App für iPhone und iPod Touch. Auch für die Smartphones Palm Pre und Palm Pixi veröffentlichte Engadget am 1. Januar 2010 eine App; Engadget zufolge die tausendste App im webOS-Katalog. Eine Woche später, am 8. Januar 2010, kam eine Engadget-App für die BlackBerry-Plattform hinzu. Die Engadget-App für Android-Geräte wurde am 25. März 2010, die App für Windows Phone am 1. Juli 2011 veröffentlicht. Somit war die Engadget-App auf den meistgenutzten Smartphone-Betriebssystemen vertreten. Für Tablets wurde die Engadget-App für das iPad am 15. Dezember 2010 veröffentlicht, während am 28. Juli 2011 eine aktualisierte Android-App erschien, die Android Honeycomb und somit Tablets mit Android als Betriebssystem unterstützte. Die Funktionen der App beinhalten das Teilen von Artikeln via Twitter, Facebook oder E-Mail, das Betrachten von Eilmeldungen, das Anlegen von Lesezeichen und das Lesen von Artikeln offline.

## Engadget Expand
Am 11. Dezember 2012 stellte Engadget Expand vor, eine Live-Veranstaltung und -Ausstellung für Gadget-Liebhaber. Es war Engadgets erster großer Vorstoß in die Welt der Versammlung, nachdem in den Jahren zuvor nur vereinzelt Versammlungen an kleineren Austragungsorten in New York City und San Francisco zustande kamen. Die erste Expand fand am 16. und 17. März 2013 im Fort Mason Center in San Francisco statt und hatte eine Reihe von Podiumsgesprächen. Eines der Podiumsgespräche war Insert Coin, ein Wettbewerb, in dem Hardware-Startups ihre Produkte vorstellen und um ein Preisgeld konkurrieren. Unter den Ausstellern sowie Podiumsgästen befanden sich renommierte Unternehmen wie Google, Microsoft, Toyota, Kickstarter, Indiegogo, Lenovo, Oculus, Razer, Boston Dynamics, Samsung, Esko Bionics, ZBoard und OUYA sowie DJ Spooky und die NASA. Die Ticketpreise betrugen bis zu 60 US-Dollar. Die erste Expand konnte fast 2000 Besucher verzeichnen.
Im Anschluss an die Veranstaltung verkündete Chefredakteur Tim Stevens eine zweite Expand in Yew York City für das letzte Quartal des Jahres 2013. Für die Expand New York 2013 lud Engadget unter anderem bekannte Namen wie LeVar Burton, Benjamin Heckendorn, Reggie Watts, Spike Lee, Ben Huh und Vortragende aus Unternehmen wie Google, Sony, Facebook und Pebble ein.
Aufbauend auf den ersten zwei Expands versuchte Engadget, zweimal jährlich eine Expand zu veranstalten. Der Versuch scheiterte und Expand sollte stattdessen jährlich stattfinden; zudem sollte der Besuch fortan kostenlos sein. Die erste für Besucher kostenlose Expand fand im November 2014 statt.
Engadget veranstaltet auch kleinere Versammlungen, welche den Namen Engadget Live erhalten haben. 2014 fanden Live-Veranstaltungen in Austin, Seattle, Boston und Los Angeles statt.

## The Engadget Show
Am 9. September 2009 kündigte Joshua Topolsky eine monatliche Show namens The Engadget Show an. Der Inhalt der Show ist eine Mischung aus Einzelgesprächen, Diskussionen am runden Tisch, kurzen Videosegmenten und Livemusik. Die Show wird als Video aufgenommen und zu einem späteren Zeitpunkt zum Ansehen und zum Download bereitgestellt. Anfangs fand die Show im Tishman Auditorium der Parsons The New School for Design statt, wurde nach der fünften Show jedoch nach The Times Center, Teil des New York Times Towers, verlegt. 2014 beschloss Engadget das Ende von The Engadget Show.

## Kontroversen

### Markenrechtsverletzung
Anfang 2006 berichtete Engadget über ein Geschäft in Kuala Lumpur, Malaysia, das denselben Namen hatte wie das Blog-Netzwerk, und verkündete auch, keine rechtlichen Maßnahmen zu ergreifen. Seitdem trägt das malaysische Geschäft einen anderen Namen. Im Juli 2007 eröffnete ebenfalls in Malaysia ein anderes Geschäft mit einem Logo, das dem von Engadget ähnlich war.

### William Shatner & Twitter-Verifizierung
Am 21. Juni 2014 machte der Schauspieler William Shatner auf sich aufmerksam, als er den „verifizierten“ Status von Engadgets Redaktionspersonal auf Twitter hinterfragte. Die Auseinandersetzung begann, als der für die Social-Media-Website verantwortliche Redakteur John Colucci einen Tweet aus Anlass des Erreichens der Eine-Million-Follower-Marke von Engadget auf Twitter verfasste, woraufhin Shatner die Frage in den Raum warf, weshalb Coluccis Account verifiziert sei. Shatner bezeichnete Colucci und andere Angestellte von Engadget als „nobodies“ und behauptete in einem Interview mit Mashable, von Colucci und seinem Team tyrannisiert worden zu sein. Etwa einen Monat nach dem Interview stellte Shatner das Thema der Verifizierung auf seiner Tumblr-Seite erneut zur Diskussion, woraufhin Engadget mit einem eigenen Artikel antwortete, sein Team verteidigte und die Kontroversen rund um die Social-Media-Verifizierung erörterte.

### The Verge
Anfang 2011 verließen mindestens acht prominente Mitarbeiter aus den Abteilungen Redaktion und Technologie AOL, um eine neue Gadget-Website zu erstellen.
Dem Abgang der Gruppe von Mitarbeitern, neben dem ehemaligen Chefredakteur Joshua Topolsky auch die Redakteure Nilay Patel, Paul Miller, Joanna Stern, Ross Miller, Chris Ziegler, Chad Mumm, Justin Glow, Dan Chilton, Thomas Ricker und Vladislav Savov, ging eine innerbetriebliche Mitteilung voraus, welche in 58 Seiten den Plan von AOL beschrieb, das Unternehmen in ein Medienreich zu erweitern. Diese Mitteilung löste einen internen Disput aus. Manche Mitarbeiter behaupteten, dass AOL den Journalismus für Seitenabrufe opfern wolle und es schwierig sei, ein einheitliches Geschäftsmodell für die Berichterstattung zu finden. Die abgewanderte Gruppe setzte nach dem Abgang eine Platzhalter-Webseite, This Is My Next, auf und entwickelte in Zusammenarbeit mit Vox Media eine neue Technologie-News-Website. Die neue Website trug den Namen The Verge und wurde am 1. November 2011 veröffentlicht.

### T-Mobile „Magenta“
Am 31. März 2008 erhielt Engadget einen von der Deutschen Telekom AG in Bonn an Engadget und deren Muttergesellschaft Weblogs Inc. adressierten Brief mit der Forderung, auf der Blogsite „Engadget Mobile“ auf die weitere Verwendung der Farbe Magenta zu verzichten, um eine Verwechslung mit dem Konzern und seiner Marke T-Mobile auszuschließen. Am 1. April 2008 reagierte Engadget, indem sämtliche Seiten für einen Tag magenta eingefärbt wurden und ein abgeändertes Logo erhielten, das „Engadget-mobile“ magentafarben ab dem „t“ – also optisch wie „t-mobile“ – dargestellt war. Danach kehrte Engadget wieder zum normalen Format zurück und entfernte auch das Magenta.

### Apple
In der Zeitspanne, in der Topolsky Chefredakteur war, wurde Engadget regelmäßig vorgeworfen, Apple und die Produkte des Unternehmens zu bevorzugen. Es hatte den Anschein, dass die Nachteile von Apple-Produkten vernachlässigt wurden und Apple-Produkte bessere Bewertungen erhielten als Produkte von Konkurrenzunternehmen.

## Auszeichnungen
Engadget wurde für mehrere Auszeichnungen nominiert, unter anderem 2004 Bloggies for Best Technology Weblog und 2005 Bloggies for Best Computers or Technology Weblog and Best Group Weblog. Engadget gewann 2004 und 2005 die Weblog Awards in der Kategorie Best Tech Blog.
The Engadget Show gewann 2011 sowohl den People’s Voice Webby Award in Consumer Electronics als auch den offiziellen Webby Award in Consumer Electronics.